# CUS Venezia
CUS Venezia è il gruppo sportivo universitario di Venezia, appartenente alla rete nazionale del Centro Universitario Sportivo.
Possiede squadre di pallamano, e di rugby.

## Storia
Il Centro Universitario Sportivo Venezia nasce nel 1949. 
Ha organizzato i Campionati Nazionali Universitari del 2007 a Jesolo.

## Pallamano
Vedi Pallamano CUS Venezia Handball sito ufficiale

### Cronistoria
- 2009-10 - in Serie  A2
- 2010-11 - 8ª in Serie A2
- 2011-12 - Serie B